# NASCAR Racing 2003 Season
NASCAR Racing 2003 Season (também conhecido pela sigla NR2003) é um jogo eletrônico simulador de corridas desenvolvido pela Papyrus Design Group e publicado pela Sierra Entertainment em 13 de fevereiro de 2003 para Windows e Mac. O jogo foi o último da série NASCAR Racing da Papyrus, também foi o último jogo da NASCAR antes de a EA Games adquirir exclusividade da franquia entre os anos de 2004 e 2009.
O jogo é famoso pela sua física realista sendo usado para treino por vários pilotos da categoria e pela grande quantidade de mods disponíveis para download na internet, tanto da NASCAR quanto de outras categorias, com o fechamento da Papyrus em 2004 o código fonte do jogo foi comprado e usado como base para o jogo iRacing.com.